# 皇室アルバム
『皇室アルバム』（こうしつあるばむ）は、1959年10月5日よりテレビ放送されている皇族の活動を採り上げる情報番組である。製作著作は毎日放送、制作協力は毎日映画社。1967年4月3日放送よりカラー化。1975年春の放送系列変更（ネットチェンジ）以降はTBS系列（一部除く）で放送されている。字幕放送は実施されていない。

## 概要
放送開始から半世紀を越えた長寿番組で、現在放送されている民放最古のレギュラー番組である。同様の内容の番組として、日本テレビの『皇室日記』やフジテレビの『皇室ご一家』がある。また、本番組を含めて3つある皇室情報番組のうち、本番組のみ在阪局の製作である。
番組は、東京の毎日映画社が取材、撮影し、毎日放送が大阪本社でナレーションを入れるなど編集作業をしている。毎日放送では1959年10月5日から放送が始まり、当時の放送時間は月曜21:45からで、視聴率が20%前後を記録するほど人気があった。
2018年8月5日（TBSテレビでは8月4日）に放送3000回を迎えた。また、制作する毎日映画社は放送開始3000回を記念する展示会やパーティーを開催し、秋篠宮文仁親王夫妻も臨席した。
2020年10月18日には放送開始60年を記念して、「皇室アルバム60年のあゆみ」が放送された。

## スポンサー
1959年4月の皇太子ご成婚は一躍皇室ブームを引き起こすが、こうした中、髙島屋大阪店は皇室と国民をより一層親密に結ぶ番組づくりを企画、毎日放送に働きかけ、皇室を取材する番組の制作を依願した。髙島屋は昭和天皇の即位の礼に際して、旙（ばん）の制作に携わるなど、宮内省御用達だった。このようにして誕生したのが『皇室アルバム』である。第1回は「新しくなる千代田区一番町」のタイトルで皇居が紹介され、翌週の第2回は「植物学者・天皇陛下」だった。放送開始後1年後の1960年10月には関東地区へのネットが実現。NETテレビ（のちのテレビ朝日）でも放送され、"皇室アルバムの髙島屋"といわれるほど、そのイメージは深く浸透した。1975年春の放送系列変更以降は、TBS系列（一部除く）での放送となった。
2003年3月まで髙島屋が単独で提供。髙島屋がスポンサーを降板した後は、資生堂→フジッコ（2012年12月頃）→ヒサヤ大黒堂（2017年9月時点）の単独提供を経て、2018年から複数社による提供に変更。提供社のCMはCM枠の冒頭にしか流れず、残りのCM枠をスポットCMで埋めているため、提供クレジット上では「ご覧のスポンサー」として扱われている。なお、当初は30秒のCMを毎週流していたが、2019年9月以降は隔週で交互に60秒・30秒のCMを放送。60秒の週は提供社名のアナウンスをはさんでいたが、10月27日放送分以降は、「ご覧のスポンサー」というアナウンスに戻っている。
なお、北海道放送・東北放送・テレビユー山形では、放送地域の北海道、宮城県、山形県に店舗と工場を置く製菓会社・白松がモナカ本舗をスポンサーとするように高島屋以外のローカルスポンサーをつける例もあった。
また、毎年1月3日に放送している新春スペシャルでは複数社提供となっている。この新春SPについては、普段ネットされていない放送局でも放送されているところがある（テレビ山口、RKB毎日放送など）。

## ナレーション
いずれも担当期間中は毎日放送アナウンサー
- 初代（1959年10月 - 担当終了時期不詳）：藤本永治
- 第2代（担当開始時期不詳 - 1977年3月）：高井智彦
- 第3代（1977年4月 - 1997年9月）：吉田智子
- 第4代（1997年10月 - 2015年3月）：森本栄浩
- 第5代（2015年4月 - 2023年1月）：高井美紀
  - 2019年5月19日（以下はいずれもMBSでの放送日）放送分（第3039集「新皇后 雅子さま」）では、喉の不調で収録への参加を見合わせたことを受けて、松川浩子が代演した。
  - 2023年1月15日放送分（第3220集「上皇さま 89歳に」）まで担当したが、以降の放送分での収録への参加を体調不良を理由に見合わせた後に、1月25日に55歳で急逝。このような事情から、1月22日から4月2日までの放送では、下記のアナウンサーがナレーターを務めていた。

| MBSでの放送日 | 第○集 | サブタイトル                                  | アナウンサー |
| ------------- | ----- | --------------------------------------------- | ------------ |
| 2023年1月22日 | 3221  | 佳子さま 28歳に                               | 藤林温子     |
| 1月29日       | 3222  | 歌会始の儀                                    | 藤林温子     |
| 2月5日        | 3223  | 日系の人々に心を寄せられて                    | 上田悦子     |
| 2月12日       | 3224  | 秋篠宮さま 広島へ                             | 松本麻衣子   |
| 2月19日       | 3225  | 天皇皇后両陛下 皇宮警察年頭視閲式へ           | 松本麻衣子   |
| 2月26日       | 3226  | 皇室ゆかりの邸宅を訪ねて 〜東京都庭園美術館〜 | 松川浩子     |
| 3月5日        | 3227  | 天皇陛下 63歳に                               | 松本麻衣子   |
| 3月12日       | 3228  | 紀子さま 熊本へ                               | 松本麻衣子   |
| 3月19日       | 3229  | 色とりどりの花に囲まれて                      | 松本麻衣子   |
| 3月26日       | 3230  | 佳子さま 早春のおでかけ                       | 松本麻衣子   |
| 4月2日        | 3231  | 桜咲く 春の訪れ                               | 松本麻衣子   |

- 第6代（2023年4月16日 - ）：上田悦子
  - 第3232集「天皇ご一家 御料牧場へ」から正式に担当[8]。
  - 2023年8月20日放送分（第3250集「紀子さま 夏の福島へ」）では、松本麻衣子が代演した。

## ネット局
- 毎日放送・TBSテレビなど一部ネット局では時刻表示を行っているが、番組送出ではなく各局別の送出となっている[注 8]。

| 対象対象地域   | 放送局                    | 系列    | 放送日時         | ネット状況 | 備考                |
| -------------- | ------------------------- | ------- | ---------------- | ---------- | ------------------- |
| 近畿広域圏     | 毎日放送（MBS）           | TBS系列 | 日曜 6:30 - 6:45 | 制作局     | 制作局              |
| 宮城県         | 東北放送（tbc）           | TBS系列 | 日曜 6:30 - 6:45 | 同時ネット | [ 注 9 ]            |
| 石川県         | 北陸放送（MRO）           | TBS系列 | 日曜 6:30 - 6:45 | 同時ネット |                     |
| 関東広域圏     | TBSテレビ（TBS）          | TBS系列 | 土曜 5:15 - 5:30 | 先行ネット |                     |
| 岡山県・香川県 | RSK山陽放送（RSK）        | TBS系列 | 土曜 5:15 - 5:30 | 先行ネット | [ 注 11 ]           |
| 中京広域圏     | CBCテレビ（CBC）          | TBS系列 | 日曜 5:30 - 5:45 | 先行ネット |                     |
| 北海道         | 北海道放送（HBC）         | TBS系列 | 土曜 5:15 - 5:30 | 遅れネット |                     |
| 山形県         | テレビユー山形（TUY）     | TBS系列 | 土曜 5:15 - 5:30 | 遅れネット | [ 注 13 ]           |
| 宮崎県         | 宮崎放送（MRT）           | TBS系列 | 土曜 5:15 - 5:30 | 遅れネット | [ 注 14 ]           |
| 福岡県         | RKB毎日放送（RKB）        | TBS系列 | 日曜 5:00 - 5:15 | 遅れネット | [ 注 15 ]           |
| 島根県・鳥取県 | 山陰放送（BSS）           | TBS系列 | 日曜 5:00 - 5:15 | 遅れネット | [ 注 16 ]           |
| 青森県         | 青森テレビ（ATV）         | TBS系列 | 日曜 5:00 - 5:15 | 遅れネット | [ 注 17 ]           |
| 富山県         | チューリップテレビ（TUT） | TBS系列 | 日曜 5:30 - 5:45 | 遅れネット | [ 注 18 ]           |
| 岩手県         | IBC岩手放送（IBC）        | TBS系列 | 日曜 6:30 - 6:45 | 遅れネット | [ 注 19 ]           |
| 長崎県         | 長崎放送（NBC）           | TBS系列 | 日曜 6:30 - 6:45 | 遅れネット | [ 注 20 ] [ 注 19 ] |

なお、関東地区ではNETテレビで1960年10月から放送を開始。1962年4月から夜に放送枠が移動した。ネットチェンジ後の1975年4月からは土曜9:30 - 9:45に移動し、1996年4月に『王様のブランチ』がスタートするまでこの時間帯で21年間放送された（系列も『王様のブランチ』のスタートで放送時間が移転した局が多い）。制作局の毎日放送では、2003年3月まで土曜9:30 - 9:45の放送であった。
現在の早朝枠に移動してからは、毎年4月第2週の週末に男子ゴルフの『マスターズ・トーナメント』中継で放送休止となる他、時差が大きい海外で世界陸上選手権中継が行われる際も休止となる場合がある。その他のケースとして、2009年から2016年まで『全米プロゴルフ選手権』が中継された際にも同様の措置が取られた。

### 過去のネット局
TBS系列では、レギュラー放送ネット打ち切り後も新春スペシャルなどの特別版をネットする場合がある。
| 対象対象地域   | 放送局                   | 現在の系列                    | 備考                          |
| -------------- | ------------------------ | ----------------------------- | ----------------------------- |
| 関東広域圏     | 日本教育テレビ（NET）    | テレビ朝日系列                | [ 注 22 ]                     |
| 北海道         | 札幌テレビ（STV）        | 日本テレビ系列                | [ 注 23 ]                     |
| 青森県         | 青森放送（RAB）          | 日本テレビ系列                | [ 注 24 ]                     |
| 宮城県         | 仙台放送（OX）           | フジテレビ系列                | [ 注 25 ]                     |
| 秋田県         | 秋田放送（ABS）          | 日本テレビ系列                | [ 注 26 ] [ 注 27 ] [ 注 28 ] |
| 山形県         | 山形放送（YBC）          | 日本テレビ系列                | [ 注 29 ]                     |
| 福島県         | 福島テレビ（FTV）        | フジテレビ系列                | [ 注 30 ] [ 注 31 ]           |
| 福島県         | テレビユー福島（TUF）    | TBS系列                       | [ 注 32 ] [ 注 26 ]           |
| 新潟県         | 新潟放送（BSN）          | TBS系列                       | [ 注 26 ]                     |
| 富山県         | 北日本放送（KNB）        | 日本テレビ系列                | [ 注 33 ]                     |
| 富山県         | 富山テレビ（BBT）        | フジテレビ系列                | [ 注 34 ]                     |
| 福井県         | 福井放送（FBC）          | 日本テレビ系列 テレビ朝日系列 | [ 注 26 ]                     |
| 長野県         | 信越放送（SBC）          | TBS系列                       | [ 注 26 ] [ 注 35 ]           |
| 長野県         | 長野放送（NBS）          | フジテレビ系列                | [ 注 36 ]                     |
| 静岡県         | 静岡放送（SBS）          | TBS系列                       | [ 注 37 ]                     |
| 静岡県         | テレビ静岡（SUT）        | フジテレビ系列                | [ 注 26 ]                     |
| 中京広域圏     | 東海テレビ（THK）        | フジテレビ系列                | [ 注 38 ] [ 注 39 ]           |
| 中京広域圏     | 名古屋テレビ（NBN）      | テレビ朝日系列                | [ 注 40 ] [ 注 41 ]           |
| 岡山県         | 岡山放送（OHK）          | フジテレビ系列                | [ 注 42 ] [ 注 43 ]           |
| 鳥取県・島根県 | 日本海テレビ(NKT)        | 日本テレビ系列                | [ 注 44 ] [ 注 45 ]           |
| 広島県         | 広島テレビ（HTV）        | 日本テレビ系列                | [ 注 46 ]                     |
| 広島県         | 広島ホームテレビ（HOME） | テレビ朝日系列                | [ 注 47 ] [ 注 48 ]           |
| 広島県         | 中国放送（RCC）          | TBS系列                       | [ 注 26 ]                     |
| 山口県         | 山口放送（KRY）          | 日本テレビ系列                | [ 注 49 ] [ 注 50 ]           |
| 山口県         | テレビ山口（tys）        | TBS系列                       | [ 注 26 ]                     |
| 徳島県         | 四国放送（JRT）          | 日本テレビ系列                | [ 注 26 ]                     |
| 香川県         | 西日本放送（RNC）        | 日本テレビ系列                | [ 注 51 ] [ 注 52 ]           |
| 愛媛県         | 南海放送（RNB）          | 日本テレビ系列                | [ 注 53 ]                     |
| 愛媛県         | テレビ愛媛（EBC）        | フジテレビ系列                | [ 注 54 ]                     |
| 愛媛県         | あいテレビ（itv）        | TBS系列                       | [ 注 26 ]                     |
| 高知県         | 高知放送（RKC）          | 日本テレビ系列                | [ 注 55 ]                     |
| 高知県         | テレビ高知（KUTV）       | TBS系列                       | [ 注 26 ]                     |
| 福岡県         | 九州朝日放送（KBC）      | テレビ朝日系列                | [ 注 56 ]                     |
| 熊本県         | 熊本放送（RKK）          | TBS系列                       | [ 注 26 ]                     |
| 沖縄県         | 琉球放送（RBC）          | TBS系列                       | [ 注 57 ]                     |

## 放送時間の変遷

### 制作局・毎日放送
- 1959年10月5日 - 1962年3月26日：月曜21:45 - 22:00[3]
- 1962年4月2日 - 1963年9月30日：月曜21:00 - 21:15
- 1963年10月7日 - 1968年9月30日：月曜21:30 - 21:45
- 1968年10月7日 - 1969年9月29日：月曜21:45 - 22:00
- 1969年10月3日 - 1975年3月28日：金曜22:30 - 22:45
- 1975年4月12日 - 1977年4月2日：土曜12:00 - 12:15
- 1977年4月9日 - 2003年3月29日：土曜9:30 - 9:45
- 2003年4月6日 - 現在：日曜6:30 - 6:45

### 関東地区
- NETテレビ（ネットチェンジ以前、現在のテレビ朝日）
  - 1960年10月20日・10月27日：木曜13:40 - 13:55
  - 1960年11月3日 - 1962年3月29日：木曜13:45 - 14:00
  - 1962年4月2日 - 1963年9月30日：月曜21:00 - 21:15
  - 1963年10月7日 - 1968年9月30日：月曜21:30 - 21:45
  - 1968年10月7日 - 1969年9月29日：月曜21:45 - 22:00
  - 1969年10月3日 - 1975年3月28日：金曜22:30 - 22:45
- TBS（ネットチェンジ以降）
  - 1975年4月5日 - 1996年3月30日：土曜9:30 - 9:45
  - 1996年4月6日 - 2002年3月30日：土曜6:45 - 7:00
  - 2002年4月6日 - 2016年3月26日：土曜5:30 - 5:45
  - 2016年4月2日 - 現在：土曜5:15 - 5:30

## 特別番組
- 2010年3月24日22:00 - 22:54（JST）には、放送50周年を記念して「皇室アルバム50年スペシャル」をTBS系列28局ネットで放送。ナビゲーターは国分太一（TOKIO）が務めた。
- 2017年12月31日6:20 - 6:50（JST）には、「皇室アルバム特別編 天皇ご一家 関西の思い出」を関西ローカルで放送。
- 2018年8月12日14:00 - 14:54（JST）には、放送3000回を記念して「皇室アルバム3000回特別番組 平成最後の夏 今ふりかえる」をMBS・TBSの2局ネットで放送。ナレーターは國村隼・湯浅真由美が務めた。
- 2020年1月4日5:00 - 5:30（JST）[注 58]※TBS・HBC、1月5日6:15 - 6:45（JST）※MBS[注 59]・ATV・CBC・MRO・RSK　には、放送60周年を記念して「皇室アルバム60周年特別番組 知られざる天皇ご一家の素顔」を放送。ナレーターは堀内賢雄が務めた。

## 映像ソフト
2019年4月に、3巻構成によるDVD/Blu-ray Disc『皇室アルバム 絆、そして祈り～昭和から平成 天皇ご一家の全記録～』をリリース。当番組から生まれた初めての映像ソフトで、年表付きの写真集（全32ページ）と豪華なケースが入った完全受注生産品として、2018年（平成30年）12月22日から2019年（令和元年）5月31日まで2期にわたって予約センターや毎日新聞の販売店で注文を受け付けていた。当番組の歴代ナレーターから、森本と高井美紀が収録映像のナレーションを担当。
1. 昭和のアルバム
天皇・皇后（現在の上皇・上皇后）の誕生、結婚、子育てなどの模様を記録した映像や、当番組初回放送分のオープニング映像などで構成されている。
2. 平和のアルバム
即位後の公務、戦没者を慰霊する国内外への旅、阪神・淡路大震災や東日本大震災などの被災地の訪問などの模様を記録した映像を収めた。
3. 鮮やかに甦るアルバム
『皇太子殿下 世紀のご成婚』（毎日映画社と日活が制作に携わった1958年公開の記録映画）[注 60]の成婚パレード映像や、当番組で放送された海外訪問などの映像に、ハイビジョンリマスタリング処理を施したうえで収録。また、皇后による婚約記者会見で撮影されたモノクロ映像を、ノーカットで収めている[1]。

## エピソード
番組テーマソングとして、これまで「春の声」（作曲：ヨハン・シュトラウス2世）や「ばら色の人生」（作曲：エディット・ピアフ）が使用された。番組サブタイトル（例：「第2620集 皇后さま 草津の音楽祭へ」）で流れるBGMには、長年「セントラル・パークにて」（作曲：フランシス・レイ、映画「ある愛の詩」より）の冒頭部分が用いられ、番組挿入曲としては、「天の川パートII」（作曲：堀内護）が採用されたこともあった。
30年記念番組では、当時の昭和天皇の侍従であった卜部亮吾や当時の皇太子夫妻（現在：上皇・上皇后）の東宮侍従が特別ゲストとして招かれている。また、卜部は1979年に開催された放送1000回記念パーティーで、「昭和天皇は『皇室アルバム』の熱心な視聴者である」ことを明かし、ビデオ録画をして翌朝昭和天皇・香淳皇后に見てもらうつもりが、ビデオ録画（当時は録画予約機能がなかった）をし忘れることがあり、毎日放送側がビデオテープを宮内庁に届けたこと、長く番組スポンサーだった髙島屋会長が園遊会に出席した時には、昭和天皇が「私のスポンサーですね」と話しかけたことなどもエピソードとして伝わる。2007年7月、カナダの小児病院を見舞った皇后（現在：上皇后）が事前に予定になかった「ゆりかごのうた」を入院中の子どもたちに歌ったシーンはほぼノーカットで放送され、視聴者の大きな反響を呼んだ。
ネットチェンジを最も喜んでいたのは、昭和天皇・香淳皇后付きの侍従や女官たちであったという。昭和天皇夫妻は、週1回の定例参内以外で他の皇族と顔を合わせる機会がなかなかなかったため、この番組を視聴して他の皇族の動向を把握していた。しかしNET時代は金曜夜の放送だったため、侍従や女官たちは夫妻が見逃すことのないよう注意を払わなければならなかった。TBSに移行してからは、夫妻は土曜日の朝食を摂ってから視聴していたという。その様子を映した映像も番組で紹介された。
制作局の毎日放送では、自社で制作する報道・情報番組（平成から令和に改元された2019年度は『ちちんぷいぷい』『ミント!』）で皇室関連の特集を組む場合に、当番組のアーカイブ映像を資料として活用している。